# Homer and Lisa Exchange Cross Words
Homer and Lisa Exchange Cross Words, titulado Intercambio de palabras en Hispanoamérica y Homer y Lisa tienen unas palabras en España, es el sexto episodio de la vigésima temporada de la serie animada Los Simpson, emitido por primera vez en Estados Unidos el 16 de noviembre de 2008 y el 24 de mayo de 2009 en Hispanoamérica. Fue escrito por Tim Long, dirigido por Nancy Kruse y Merl Reagle y Will Shortz fueron las estrellas invitadas, interpretándose a sí mismos. En el episodio, Lisa se hace fanática de los crucigramas, y Homer en un principio consigue un segundo empleo terminando relaciones por otros, para luego renunciar a él y dedicarse a las apuestas. 

## Sinopsis
El episodio comienza cuando Bart y Lisa abren un puesto de venta de limonadas, pero es clausurado rápidamente por no tener un permiso de venta. Deciden conseguirlo, sólo para encontrar que la fila está demorada debido a que el empleado está realizando un crucigrama. Impaciente, Lisa completa ella misma el crucigrama, y pronto se vuelve adicta a los mismos. Finalmente, se obsesiona tanto con ellos que el Superintendente Chalmers le da un panfleto para el Torneo de Crucigramas de la Ciudad. 
Mientras tanto, Homer toma un segundo empleo, en el cual ayuda a romper relaciones románticas. Luego de obtener una gran suma de dinero, sueña que es acosado por los "fantasmas" de los amantes abandonados (junto con los "espíritus" de los niños que podrían haber nacido como fruto de aquellas relaciones, además de los muebles antiguos que podrían haber comprado) y finalmente renuncia. 
En el torneo de crucigramas, Homer apuesta el dinero de su antiguo negocio en Lisa y hace crecer ampliamente la suma. Sin embargo, luego de escuchar a Lisa diciendo que no está segura de si ganaría la ronda final, apuesta a su contrincante, Gil Gunderson. Gil se aprovecha de Lisa por su compasión y logra ganar, consiguiendo también que Homer ganase la apuesta. Luego de darse cuenta de que Homer había ganado dinero apostando en el torneo (lo ve con nuevos zapatos, reflejos en el cabello, y una nueva antena de radio) y peor aún tras enterarse de que en la ronda final apostó en contra de ella, se niega a reconocerse como hija de Homer, llamándose incluso "Lisa Bouvier" (el apellido de soltera de Marge).
Sintiéndose culpable, Homer ordena las pistas del crucigrama y su solución para conseguir mensajes ocultos diciéndole que estaba arrepentido (y esto lo hace con la ayuda de Merl Reagle y Will Shortz, creadores de los crucigramas del The New York Times). Lisa lo lee y se da cuenta del gran trabajo que hizo su padre y lo perdona.

## Producción
Para promocionar el episodio, las estrellas invitadas Reagle y Shortz colaboraron con el guionista del episodio, Tim Long, para crear un mensaje oculto relacionado con Los Simpson (dedicado a este episodio) que apareciese en el crucigrama del domingo 16 de marzo de 2008 en The New York Times. Long dijo que el documental de 2006 Wordplay, el cual se trata sobre los campeonatos nacionales de crucigramas, fue la inspiración para este episodio. Harry Shearer grabó un fragmento del Sr. Burns y Smithers diciéndole al espectador que jugasen el crucigrama de esa semana, el cual podrían ganar.
Will Shortz fue la primera estrella invitada en la que pensaron los productores de Los Simpson. Más tarde, le pidieron a Reagle realizar crucigramas para el episodio. Reagle grabó sus dos líneas (siete palabras) en un estudio cercano al lugar donde vive.
Reagle creó el crucigrama que apareció el mismo domingo del estreno del episodio en The New York Times.  Titulado "Suena como alguien que conozco", contiene sutiles referencias a Los Simpson, y realmente aparece en una parte del episodio.